# Fundação de Economia e Estatística Siegfried Emanuel Heuser
A Fundação de Economia e Estatística Siegfried Emanuel Heuser (FEE) foi um órgão do Governo do Rio Grande do Sul, vinculado à Secretaria de Planejamento e Gestão, que produzia dados estatísticos e indicadores sobre o estado. Sua sede era a Casa Parreira Machado, um prédio histórico tombado pela Secretaria da Cultura do município de Porto Alegre. 
A FEE foi declarada encerrada em abril de 2018. Entretanto, uma parte da sua produção estatística contina ativa, atualmente vinculada à Secretaria de Planejamento, Governança e Gestão (SPGG) sob o nome de Departamento de Economia e Estatística (DEE).

## Histórico
A FEE foi criada em 1973, mas sua origem remonta ao Departamento Estadual de Estatística (DEE), criado na década de 1930. A FEE tinha como atribuição elaborar informações estatísticas e análises sobre a realidade socioeconômica gaúcha, além de subsidiar o sistema de planejamento econômico e social do Estado.
A FEE contava com uma equipe técnica interdisciplinar, formada por acadêmicos que realizam estudos, pesquisas e análises sobre a realidade gaúcha, respondendo igualmente pela organização e elaboração das estatísticas do Estado, como o cálculo do PIB estadual e municipal e das estimativas populacionais.
As pesquisas realizadas pela FEE eram desenvolvidas com recursos próprios e de instituições financiadoras. A FEE buscava também estabelecer convênios de cooperação técnica e parcerias com outras instituições de pesquisa e acadêmicas.
A DEE, que é responsável por algumas atividades da antiga FEE, foi criada pelo Decreto n. 53.958/2018 de março de 2018.